# Јулијан Дракслер
Јулијан Дракслер (Гладбек, 20. септембар 1993) немачки је професионални фудбалер. Игра као лево крило за Бенфику као позајмљени играч Париз Сен Жермена и за репрезентацију Немачке. Познат је по својој способности да користи обе ноге, изузетну брзину и моћ јаког и прецизног шута.

## Каријера
Фудбалом је почео да се бави у млађим категоријама немачких нижеразредних клубова БВ Рентфорта и ССВ Буера 07, да би 2001. стигао у фудбалску академију Шалкеа 04. Своју прву утакмицу у Бундеслиги за први тим клуба из Гелзенкирхена, Дракслер је одиграо у јануару 2011. године када је имао 17 година. У мају исте године постигао је први гол у финалу купа Немачке у убедљивој победи Шалкеа над Дуизбургом од 5:0. Укупно је одиграо 170 утакмица за Шалке и постигао 30 голова, пре преласка у Волфсбург последњег дана летњег прелазног рока 2015. године. У Волфсбургу је остао непуних 18 месеци и за то време је одиграо 45 утакмица и постигао 8 голова рачунајући сва такмичења. Почетком јануара 2017. године Дракслер је напустио Фолксваген арену и потписао четворогодишњи уговор са француским прваком Париз Сен Жерменом. Постао је део репрезентације Немачке у 2012. години, а био је и члан екипе која је освојила титулу светског првака 2014. на такмичењу одржаном у Бразилу. За први састав популарног "елфа" до сада је одиграо 27 мечева и постигао 3 гола.

## Највећи успеси

### Шалке 04
- Куп Немачке (1) : 2010/11.
- Суперкуп Немачке (1) : 2011.

### Пари Сен Жермен
- Првенство Француске (4) : 2017/18, 2018/19, 2019/20, 2021/22.
- Куп Француске (4) : 2016/17, 2017/18, 2019/20, 2020/21.
- Лига куп Француске (3) : 2016/17, 2017/18, 2019/20.
- Суперкуп Француске (4) : 2017, 2018, 2019, 2020.
- Лига шампиона : финале 2019/20.

### Бенфика
- Првенство Португалије (1) : 2022/23.

### Репрезентација Немачке
- Светско првенство (1) : 2014.
- Куп конфедерација (1) : 2017.